# Thierry Le Hénaff
Thierry Le Hénaff, né en 1963, est le Président-Directeur général d’Arkema depuis mars 2006.

## Biographie

### Origine et formation
Thierry Le Hénaff est né à Savigny-sur-Orge dans l’Essonne. Il est diplômé de l’École polytechnique et de l’École nationale des ponts et chaussées, et titulaire d’un Master de Management Industriel de l’Université Stanford (États-Unis d’Amérique).

### Parcours professionnel
Il a débuté chez Peat Marwick Consultants, aujourd'hui KPMG, puis a rejoint Bostik en 1992 pour y occuper des postes à responsabilités en France et à l’étranger. Il devient en 2001 le Président-directeur général de Bostik Findley, issue de la fusion de Total et d’Elf Atochem pour la division consacrée aux Adhésifs.
En 2003, il entre au Comité de Direction d’Atofina. Thierry Le Hénaff est nommé à la tête d’Arkema France le 30 septembre 2004 avant de devenir Président-directeur général d’Arkema S.A. le 6 mars 2006,. Cette même année, le groupe est introduit en Bourse. 
Thierry Le Hénaff est membre du Conseil de Surveillance de Michelin depuis le 1er juin 2018.
Thierry Le Hénaff a été choisi par le conseil d'administration de l'association pour recevoir le Grand Chaptal de l'Industrie, le 13 novembre 2019. 

### Dirigeant d'Arkema
À la création d’Arkema, Thierry Le Hénaff met en place une feuille de route pour pérenniser l’activité de l’entreprise et lui faire prendre position au niveau mondial sur des activités et des marchés d’avenir. En mai 2006, il organise l’introduction en Bourse de l’entreprise.  Dès sa prise de fonction, il fixe une stratégie de développement basée sur trois axes principaux : miser sur l'innovation, se développer dans les zones à forte croissance - notamment en Asie - et se renforcer dans la chimie de spécialité par des acquisitions ciblées.
Il réduit les coûts et les effectifs du groupe, générant 4 800 départs au cours des cinq premières années. Il recentre progressivement les activités sur trois pôles d’avenir à forte rentabilité : les solutions pour les peintures et les revêtements, la chimie de spécialité et les matériaux de performance. La stratégie pilotée par Thierry Le Hénaff consiste à renforcer la présence du groupe sur des marchés émergents et des activités rentables et moins cycliques, notamment via des rachats de sociétés,.
Il mise sur l’innovation en investissant près de 150 M€ par an, dont plus de 10% consacrés aux projets long terme (nouvelles énergies, traitement de l'eau, allègement des matériaux, etc.). La recherche et développement du groupe est concentrée sur le territoire français avec 6 centres sur 13 dans l'Hexagone. 
Grâce à sa politique portée sur l'innovation, et avec près de 150 à 200 brevets par an, Arkema se classe régulièrement parmi les 20 entreprises françaises déposant le plus de brevets au monde, et dans le top 100 des entreprises les plus innovantes au monde.
En 2012, Thierry Le Hénaff conduit une opération majeure permettant à Arkema de céder sa branche chlorochimie à l'industriel Gary Klesch. Cette opération est considérée comme l'une des étapes majeures de la transformation du portefeuille d'activités du Groupe.
En février 2015, avec le rachat auprès de Total de la société Bostik, il achève un programme d'acquisitions de grande ampleur déroulé sur 10 ans qui a contribué à la transformation du Groupe.

## Divers
Il a soutenu le projet de sponsoring par Arkema d'un trimaran multi 50 avec le skipper Lalou Roucayrol.

## Distinctions
Il est chevalier de l'ordre national du Mérite depuis 2008 et Chevalier de la Légion d'Honneur depuis 2016 ,.